# Yusuf Saad Kamel
Yusuf Saad Kamel (arabsky يوسف سعد كامل‎) narozen jako Gregory Konchellah (* 29. března 1983, Narok, Keňa) je bahrajnský atlet, jehož specializací je běh na středních tratích. Zejména poté běh na 800 a 1500 metrů.
Bahrajnské občanství má od roku 2003. Jeho otcem je Billy Konchellah, bývalý atlet, který se stal dvojnásobným mistrem světa (1987, 1991) na trati 800 metrů.
Jeho největším úspěchem se stal titul mistra světa v běhu na 1500 metrů v roce 2009.